# Tașan, Pereiaslav-Hmelnițki
Tașan (în ucraineană Ташань) este localitatea de reședință a comunei Tașan din raionul Pereiaslav-Hmelnițki, regiunea Kiev, Ucraina.

## Demografie
Componența lingvistică a localității Tașan
     Ucraineană (97,88%)
     Rusă (2,12%)
Conform recensământului din 2001, majoritatea populației localității Tașan era vorbitoare de ucraineană (97,88%), existând în minoritate și vorbitori de rusă (2,12%).